# Cyclea gracillima
Cyclea gracillima är en tvåhjärtbladig växtart som beskrevs av Friedrich Ludwig Diels. Cyclea gracillima ingår i släktet Cyclea och familjen Menispermaceae. Inga underarter finns listade i Catalogue of Life.